# Björboholm
Björboholm est une localité de Suède située dans la commune de Lerum du comté de Västra Götaland. Elle couvre une superficie de 1,81 km2. En 2010, elle compte 963 habitants.